# 606339 Kierpiec
606339 Kierpiec è un asteroide della fascia principale. Scoperto nel 2014, presenta un'orbita caratterizzata da un semiasse maggiore pari a 2,1566617 au e da un'eccentricità di 0,2114725, inclinata di 3,35450° rispetto all'eclittica.